# Mathieu van der Poel
Mathieu van der Poel   (Kapellen, 19 de gener de 1995) és un ciclista neerlandès professional des del 2014. Especialista en ciclocròs, el 2015, 2019, 2020, 2021, 2023, 2024 i 2025 va guanyar el Campionat del Món essent el ciclista que capitaneja aquest medaller. En carretera, destaquen el Campionat del Món en ruta de 2023, diverses victòries al Campionat Nacional en Ruta i, a més de moltes altres victòries, vuit triomfs en tres monuments diferents: la París-Roubaix (2023, 2024 i 2025), la Milà-Sanremo (2023 i 2025) i el Tour de Flandes (2020, 2022 i 2024). A més, és l'únic ciclista masculí que té els campionats del món de ciclocròs i de carretera.
El 2019 va fer un salt de qualitat en les curses en carretera, amb nombrosos i destacats triomfs, entre els quals destaquen l'Amstel Gold Race, l'A través de Flandes i la Fletxa Brabançona.
És fill d'Adri van der Poel, net de Raymond Poulidor i germà de David van der Poel, tots ells ciclistes. En especial, el seu pare fou campió mundial de ciclocròs l'any 1996 i guanyador de dues etapes del Tour de França. El seu germà David també és ciclista professional centrat en la modalitat de ciclocròs.
Els seus majors èxits han estat aconseguits en el ciclocròs, guanyant vuit medalles en el Campionat Mundial de Ciclocròs, entre els anys 2015 i 2024, i quatre medalles en el Campionat Europeu de Ciclocròs, a més d'aconseguir nombroses victòries a la Copa del Món des de la temporada 2013-2014. Per altra banda, guanyà una medalla de bronze al Campionat Mundial de Ciclisme de Muntanya de 2018 i una medalla d'or en el Campionat Europeu de Ciclisme de Muntanya de 2019, ambdues en la prova de cross-country olímpic (XCO).
En carretera ha obtingut victòries en monuments com ara al Tour de Flandes (2020, 2022 i 2024) o bé en clàssiques com l'Amstel Gold Race, A través de Flandes i Fletxa Brabançona el 2019, la medalla de plata en la prova de ruta del Campionat Europeu de 2018 i el BinckBanck Tour 2020. A més a més, aconseguí una brillant medalla d'or en el Tour de Limburg, cursa ciclista del circuit continental (en els anys 2014 i 2018). Ha obtingut victòries d'etapa en algunes curses per etapes: una d'elles en la Volta a Bèlgica 2017, una altra en el Tour d'Alsàcia 2014 i dues en la Volta a Lieja (2014 i 2015).

## Palmarès en ciclocròs
- 2011-2012
  -  Campió del món júnior en ciclocròs
  -  Campió d'Europa en ciclocròs júnior
  -  Campió dels Països Baixos júnior en ciclocròs
  - 1r a la Copa del món de ciclocròs júnior
  - 1r al Superprestige júnior
- 2012-2013
  -  Campió del món júnior en ciclocròs
  -  Campió d'Europa en ciclocròs júnior
  -  Campió dels Països Baixos júnior en ciclocròs
  - 1r a la Copa del món de ciclocròs júnior
  - 1r al Superprestige júnior
- 2013-2014
  -  Campió dels Països Baixos sub-23 en ciclocròs
  - 1r a la Copa del món de ciclocròs sub-23
  - 1r al Superprestige sub-23
- 2014-2015
  -  Campió del món en ciclocròs
  -  Campió dels Països Baixos en ciclocròs
  - 1r al Superprestige
- 2015-2016
  -  Campió dels Països Baixos en ciclocròs
- 2016-2017
  -  Campió dels Països Baixos en ciclocròs
  - 1r al Superprestige
- 2017-2018
  -  Campió d'Europa en ciclocròs
  -  Campió dels Països Baixos en ciclocròs
  - 1r a la Copa del món de ciclocròs
- 2018-2019
  -  Campió del món en ciclocròs
  -  Campió d'Europa en ciclocròs
  -  Campió dels Països Baixos en ciclocròs
  - 1r al Superprestige
- 2019-2020
  -  Campió del món en ciclocròs
  -  Campió d'Europa en ciclocròs
  -  Campió dels Països Baixos en ciclocròs
- 2020-2021
  -  Campió del món en ciclocròs
- 2022-2023
  -  Campió del món en ciclocròs
- 2023-2024
  -  Campió del món en ciclocròs
- 2024-2025
  -  Campió del món en ciclocròs

## Palmarès en gravel
- 2022
  - 3r al Campionat del món de gravel
- 2024
  -  Campió del món en gravel

## Palmarès en carretera
- 2012
  - 1r a la Ronde des vallées
- 2013
  -  Campió del món júnior en ruta
  - 1r al Trofeu Centre Morbihan i vencedor d'una etapa
  - 1r al Gran Premi Rüebliland i vencedor de 3 etapes
  - 1r al Tour de Valromey i vencedor de 2 etapes
  - Vencedor d'una etapa de la Cursa de la Pau júnior
  - Vencedor d'una etapa del Gran Premi General Patton
- 2014
  - 1r a la Volta a Limburg i vencedor d'una etapa
  - 1r a la Baltic Chain Tour i vencedor d'una etapa
  - Vencedor d'una etapa de la Volta a la Província de Lieja
  - Vencedor d'una etapa del Tour d'Alsàcia
- 2015
  - Vencedor d'una etapa de la Volta a la Província de Lieja
- 2017
  - 1r als Boucles de la Mayenne i vencedor de 2 etapes
  - 1r al Dwars door het Hageland
  - Vencedor d'una etapa a la Volta a Bèlgica
- 2018
  -  Campió dels Països Baixos en ruta
  - 1r als Boucles de la Mayenne i vencedor d'una etapa
  - 1r a la Volta a Limburg
  - Vencedor de 2 etapes a l'Arctic Race of Norway
- 2019
  - 1r al Gran Premi de Denain
  - 1r a l'A través de Flandes
  - 1r a la Fletxa Brabançona
  - 1r a l'Amstel Gold Race
  - 1r a la Volta a la Gran Bretanya i vencedor de 3 etapes
  - Vencedor d'una etapa al Tour d'Antalya
  - Vencedor d'una etapa al Circuit de la Sarthe
  - Vencedor d'una etapa a l'Arctic Race of Norway
- 2020
  -  Campió dels Països Baixos en ruta
  - 1r al BinckBank Tour i vencedor d'una etapa
  - 1r al Tour de Flandes
  - Vencedor d'una etapa a la Tirrena-Adriàtica
- 2021
  - 1r a la Strade Bianche
  - 1r a l'Antwerp Port Epic
  - Vencedor d'una etapa a l'UAE Tour
  - Vencedor de 2 etapes a la Tirrena-Adriàtica
  - Vencedor de 2 etapes a la Volta a Suïssa
  - Vencedor d'una etapa al Tour de França
- 2022
  - 1r a l'A través de Flandes
  - 1r al Tour de Flandes
  - 1r a la Stadsprijs Geraardsbergen
  - 1r al Gran Premi de Valònia
  - Vencedor d'una etapa a la Setmana Internacional de Coppi i Bartali
  - Vencedor d'una etapa al Giro d'Itàlia
- 2023
  -  Campió del món en ruta
  - 1r a la Milà-Sanremo
  - 1r a la París-Roubaix
  - 1r a la Volta a Bèlgica i vencedor d'una etapa
  - 1r a la Primus Classic
- 2024
  - 1r a l'E3 Saxo Bank Classic
  - 1r al Tour de Flandes
  - 1r a la París-Roubaix
  - Vencedor d'una etapa a la Volta a Luxemburg
- 2025
  - 1r a la Milà-Sanremo
  - 1r a l'E3 Saxo Bank Classic
  - 1r a la París-Roubaix
  - 1r a Le Samyn
  - Vencedor d'una etapa al Tour de França

### Resultats al Tour de França
- 2021. No surt (9a etapa) Vencedor d'una etapa.  Porta el mallot groc durant 6 etapes
- 2022. Abandona (11a etapa)
- 2023. 57è de la classificació general
  -  Premi a la Combativitat de l'etapa 12
- 2024. 96è de la classificació general
- 2025. No surt a la 16a etapa, vencedor de la 2a etapa

### Resultats al Giro d'Itàlia
- 2022. 57è de la classificació general.
  - Vencedor de la 1a etapa.
  -  Premi de la combativitat de les etapes 17 i 21 i general
  - Porta  de la 1a a la 3a etapa
  - Porta  de la 1a a la 4a etapa
  - Porta  de la 1a la 2a etapa